# 井樫彩
井樫 彩（いがし あや、1996年1月16日 - ）は、日本の映画監督である。北海道伊達市出身。

## 略歴
北海道伊達高等学校、東放学園専門学校卒業。学生時代に卒業製作として制作した『溶ける』が、ぴあフィルムフェスティバル、なら国際映画祭など国内各種映画祭で受賞し、第70回カンヌ国際映画祭シネフォンダシオン部門正式出品を果たす。初長編作「真っ赤な星」(2018)で劇場デビューを果たした。

## 監督作品

### 映画
- 溶ける（2016年）
- 真っ赤な星（2018年）[3]
- 21世紀の女の子「君のシーツ」（2019年）
- SHINING RED FISH（PARCO 2019SS）（2019年）
- NO CALL NO LIFE（2021年）[4]
- MIRRORLIAR FILMS Season3『可愛かった犬、あんこ』（2022年）
- あの娘は知らない（2022年）
- 恋と知った日（2023年）
- 愛されなくても別に（2025年）

### テレビドラマ
- 荒ぶる季節の乙女どもよ。2,3,7話（2020年、MBS・TBS）
- 復讐の未亡人 メイン監督（2022年、テレビ東京・Paravi）
- 隣の男はよく食べる メイン監督（2023年、テレビ東京・Paravi）
- けむたい姉とずるい妹 メイン監督（2023年、テレビ東京）

### MV
- マカロニえんぴつ「ブルーベリー・ナイツ」「恋人ごっこ」（MTV VMAJ2020にて「最優秀邦楽新人アーティストビデオ賞」を受賞）
- Saucy Dog「シーグラス」
- ヤユヨ「君の隣」
- 神山羊「色香水」
- とけた電球「ふたりがいい」
- きゃない「」「コインランドリー」「夕暮れ」「バニラ」「愛の言葉」
- DISH//「birds (in 2022)」「Dreamer Driver」
- indigo la End「夜凪 feat.にしな」[5]

### 配信・Web
- 1分ドラマ「グッバイハロー」（2019年、WATCHY）
- おいしい毎日（2021年、LINE NEWS VISION）
- GUCCI×ELLEJapanスペシャルムービー（2021年、WEBCM）
- 情事と事情（2024年12月5日 - 、Lemino）[6]